# Eishockey-Regionalliga 2022/23
In der Saison 2022/23 sind die Regionalligen Nord, Ost, West und Südwest sowie die diesen gleichgestellte Bayernliga die vierthöchsten Ligenstufen im deutschen Eishockey.

## Regionalliga Nord
Die Regionalliga Nord für Mannschaften aus Niedersachsen, Hamburg, Bremen, Schleswig-Holstein und Mecklenburg-Vorpommern wird federführend vom Landeseissportverband Niedersachsen (NEV) für den sogenannten Nordverbund, bestehend aus den Landesverbänden der beteiligten Bundesländer, durchgeführt.

### Teilnehmer
Aus der Verbandsliga Nord ist der ERC Wunstorf aufgestiegen, die Harsefeld Tigers hatten in der Vorsaison ihren Rückzug angekündigt und sind somit nicht mehr in der Regionalliga vertreten.
- Adendorfer EC
- EC Harzer Falken
- Weserstars Bremen
- Hamburger SV
- Salzgitter Icefighters
- CE Timmendorfer Strand
- ECW Sande
- ERC Wunstorf Lions (Aufsteiger)

### Modus und Termine
Alle acht Mannschaften tragen die Hauptrunde in einer Doppelrunde vom 8. Oktober 2022 bis voraussichtlich 5. März 2023 aus. Die vier besten Teams der Hauptrunde qualifizieren sich für die Playoffs. Der Sieger der Playoffs erwirbt das Recht als Meister der Regionalliga Nord an der Aufstiegsrunde zur Oberliga Nord mit den Meistern der Regionalligen West und Ost teilzunehmen. Die Mannschaften auf den Plätzen fünf bis acht spielen den Pokal des Niedersächsischen-Eishockeyverbandes aus.

### Hauptrunde
|    | Mannschaft             | Sp | S3 | S2 | N1 | N0 | Tore    | Diff. | Pkte |
| -- | ---------------------- | -- | -- | -- | -- | -- | ------- | ----- | ---- |
| 1. | Harzer Falken (M)      | 28 | 22 | 1  | 2  | 3  | 165:57  | +112  | 70   |
| 2. | ECW Sande              | 28 | 21 | 2  | 0  | 5  | 177:84  | +93   | 67   |
| 3. | Salzgitter Icefighters | 28 | 19 | 1  | 0  | 8  | 175:74  | +101  | 59   |
| 4. | Adendorfer EC          | 28 | 17 | 2  | 1  | 8  | 144:87  | +57   | 56   |
| 5. | CE Timmendorfer Strand | 28 | 9  | 3  | 3  | 13 | 115:117 | −2    | 36   |
| 6. | Hamburger SV           | 28 | 9  | 0  | 2  | 17 | 92:141  | −49   | 29   |
| 7. | Weserstars Bremen      | 28 | 5  | 0  | 0  | 23 | 92:188  | −96   | 15   |
| 8. | ERC Wunstorf Lions (N) | 28 | 1  | 0  | 1  | 26 | 54:267  | −213  | 4    |

Abkürzungen: Sp = Spiele, S3 = Siege, S2 = Siege nach Verlängerung oder Penaltyschießen, N1 = Niederlagen nach Verlängerung oder Penaltyschießen, N0 = Niederlagen, (N) = Aufsteiger
Qualifiziert für die Playoffs

### Playoffs
Die vier besten Teams der Hauptrunde spielen ab März 2023 in den Playoffs den Meister der Regionalliga Nord aus. Beide Runden werden im Modus best-of-three ausgetragen.
| Halbfinale | Halbfinale             | Halbfinale |  |  | Finale | Finale        | Finale |
|            |                        |            |  |  |        |               |        |
| 1          | Harzer Falken          | 1          |  |  |        |               |        |
| 4          | Adendorfer EC          | 2          |  |  |        |               |        |
|            |                        |            |  |  | 2      | ECW Sande     | 2      |
|            |                        |            |  |  | 4      | Adendorfer EC | 0      |
| 2          | ECW Sande              | 2          |  |  |        |               |        |
| 3          | Salzgitter Icefighters | 0          |  |  |        |               |        |
|            |                        |            |  |  |        |               |        |

#### Halbfinale
| Paarung                            | Serie | Spiel 1 | Spiel 2 | Spiel 3 |
| ---------------------------------- | ----- | ------- | ------- | ------- |
| Harzer Falken – Adendorfer EC      | 1-2   | 3:6     | 5:0     | 2:3     |
| ECW Sande – Salzgitter Icefighters | 2-0   | 9:4     | 8:2     | -       |

#### Finale
| Paarung                   | Serie | Spiel 1 | Spiel 2 | Spiel 3 |
| ------------------------- | ----- | ------- | ------- | ------- |
| ECW Sande – Adendorfer EC | 2-0   | 5:1     | 7:4     | -       |

Nach 2019 gewinnt der ECW Sande zum zweiten Mal die Regionalliga Nord.

## Regionalliga Ost
Die Regionalliga Ost umfasst Mannschaften der Bundesländer Berlin, Sachsen, Sachsen-Anhalt und Thüringen. Ausrichter ist der Sächsische Eissportverband.

### Teilnehmer
Die Berlin Blues haben sich aus der Regionalliga zurückgezogen, aus den Landesligen gab es keinen Aufsteiger.
- FASS Berlin
- Eisbären Juniors Berlin
- Tornado Niesky
- Dresdner Eislöwen 1b
- Chemnitz Crashers
- Schönheider Wölfe
- ES Weisswasser 1b

### Modus
Die Hauptrunde wurde in einer Doppelrunde vom 25. September 2022 bis 25. Februar 2023 ausgetragen. Die besten sechs Mannschaften nehmen an den Playoffs zur Meisterschaft teil. In der ersten Playoff-Runde spielen die Mannschaften auf den Plätzen drei bis sechs zwei Halbfinalteilnehmer aus. Die beiden besten Teams der Hauptrunde sind direkt für das Halbfinale gesetzt. Der Meister darf an der Aufstiegsrunde zur Oberliga Nord mit den Meistern der Regionalligen West und Nord antreten.

### Hauptrunde
|    | Mannschaft              | Sp  | S3 | S2 | N1 | N0 | Tore   | Diff. | Pkte |
| -- | ----------------------- | --- | -- | -- | -- | -- | ------ | ----- | ---- |
| 1. | Schönheider Wölfe (M)   | 24  | 21 | 0  | 0  | 3  | 171:64 | +107  | 63   |
| 2. | FASS Berlin             | 24  | 18 | 0  | 0  | 6  | 136:88 | +48   | 54   |
| 3. | Chemnitz Crashers       | 24  | 17 | 0  | 0  | 7  | 124:66 | +58   | 51   |
| 4. | ES Weißwasser 1b        | 24  | 8  | 1  | 0  | 15 | 89:124 | −35   | 26   |
| 5. | Eisbären Juniors Berlin | 24* | 8  | 0  | 0  | 15 | 91:118 | −27   | 25   |
| 6. | Tornado Niesky          | 24* | 6  | 0  | 0  | 17 | 78:116 | −38   | 19   |
| 7. | Dresdner Eislöwen 1b    | 24  | 4  | 0  | 1  | 19 | 60:173 | −113  | 13   |

Abkürzungen: Sp = Spiele, S3 = Siege, S2 = Siege nach Verlängerung oder Penaltyschießen, N1 = Niederlagen nach Verlängerung oder Penaltyschießen, N0 = Niederlagen
Qualifiziert für die Playoffs

* Die Partie Tornado Niesky gegen Eisbären Juniors Berlin vom 22. Oktober 2022 wurde im zweiten Drittel beim Stand von 1:1 wegen Nebel abgebrochen und mit diesem Ergebnis gewertet.

### Playoffs
Die sechs besten Mannschaften der Hauptrunde spielen ab 3. März 2023 in den Playoffs den Meister der Regionalliga Ost aus. Die erste Runde wird als Hin- und Rückspiel ausgetragen, Halbfinale und Finale im Modus Best-of-3. Die beiden besten Mannschaften der Hauptrunde sind bereits für das Halbfinale gesetzt.
| 1. Runde | 1. Runde                | 1. Runde          |   |  | Halbfinale | Halbfinale              | Halbfinale |  |   | Finale            | Finale | Finale |
|          |                         |                   |   |  |            |                         |            |  |   |                   |        |        |
|          |                         |                   |   |  | 1          | Schönheider Wölfe       | 2          |  |   |                   |        |        |
| 4        | ES Weißwasser 1b        | 4                 |   |  | 5          | Eisbären Juniors Berlin | 0          |  |   |                   |        |        |
| 5        | Eisbären Juniors Berlin | 5                 |   |  |            |                         |            |  |   |                   |        |        |
|          |                         |                   |   |  |            |                         |            |  | 1 | Schönheider Wölfe | 0      |        |
|          | 3                       | Chemnitz Crashers | 2 |  |            |                         |            |  |   |                   |        |        |
| 3        | Chemnitz Crashers       | 12                |   |  |            |                         |            |  |   |                   |        |        |
| 6        | Tornado Niesky          | 2                 |   |  | 2          | FASS Berlin             | 1          |  |   |                   |        |        |
|          |                         |                   |   |  | 3          | Chemnitz Crashers       | 2          |  |   |                   |        |        |

#### 1. Runde
| Paarung                                    | Gesamt | Hinspiel | Rückspiel |
| ------------------------------------------ | ------ | -------- | --------- |
| ES Weißwasser 1b – Eisbären Juniors Berlin | 4:5    | 3:3      | 1:2       |
| Tornado Niesky – Chemnitz Crashers         | 2:12   | 1:7      | 1:5       |

#### Halbfinale
| Paarung                                     | Serie | Spiel 1 | Spiel 2 | Spiel 3 |
| ------------------------------------------- | ----- | ------- | ------- | ------- |
| Schönheider Wölfe – Eisbären Juniors Berlin | 2-0   | 7:3     | 6:2     | -       |
| FASS Berlin – Chemnitz Crashers             | 1-2   | 5:3     | 1:8     | 3:4     |

#### Finale
| Paarung                               | Serie | Spiel 1 | Spiel 2 | Spiel 3 |
| ------------------------------------- | ----- | ------- | ------- | ------- |
| Schönheider Wölfe – Chemnitz Crashers | 0-2   | 2:5     | 1:5     | -       |

Nach einer starken Finalserie konnten die Chemnitz Crashers den Favoriten aus Schönheide in die Schranken weisen und sich zum ersten Mal den Titel „Meister der Regionalliga Ost“ sichern.

## Regionalliga West
Ausrichter der Regionalliga West ist der Eishockeyverband Nordrhein-Westfalen (EHV-NRW). Neben NRW können an der RL West auch Mannschaften aus Hessen und Rheinland-Pfalz teilnehmen.

### Teilnehmer
Die Füchse Duisburg sind als Meister der Vorsaison in die Oberliga Nord aufgestiegen. Aus der Landesliga NRW ist der Meister ESV Bergisch Gladbach und TuS Wiehl aufgestiegen, aus der Landesliga Hessen der EC Lauterbach. Am 11. August 2022 wurde über die Presse der Rückzug der Dinslaken Kobras aus der Regionalliga bekannt. Von Vereinsseite gibt es keine weiteren Details dazu, lediglich eine Bestätigung.
- EHC Neuwied Die Bären 2016
- Ratinger Ice Aliens
- Eisadler Dortmund
- Neusser EV
- Bergisch Gladbach Realstars (Aufsteiger)
- Luchse Lauterbach (Aufsteiger)
- TuS Wiehl (Aufsteiger)

### Modus und Termine
Die Regionalliga West tritt wieder in einer eingleisigen Liga an. Die Hauptrunde, beginnend am 30. September 2022, soll in einer Doppelrunde bis zum 12. Februar 2023 ausgespielt werden. An den Playoffs werden alle Mannschaften teilnehmen. Der Erstplatzierte, nach der Hauptrunde, ist direkt für das Halbfinale qualifiziert, die restlichen sechs Teams spielen in drei Duellen die verbleibenden Teilnehmer für das Halbfinale aus. Alle Runden werden im Modus best-of-five ausgespielt. Der Sieger der Playoffs ist Meister der Regionalliga West und darf an der Aufstiegsrunde zur Oberliga Nord mit den Meistern der Regionalligen Nord und Ost teilnehmen.

### Hauptrunde
|    | Mannschaft                      | Sp | S3 | S2 | N1 | N0 | Tore   | Diff. | Pkte |
| -- | ------------------------------- | -- | -- | -- | -- | -- | ------ | ----- | ---- |
| 1. | Ratinger Ice Aliens             | 24 | 20 | 0  | 3  | 1  | 115:43 | +72   | 63   |
| 2. | EHC Neuwied                     | 24 | 16 | 1  | 2  | 5  | 125:51 | +74   | 52   |
| 3. | Luchse Lauterbach (N)           | 24 | 11 | 1  | 2  | 10 | 88:94  | −6    | 37   |
| 4. | TuS Wiehl (N)                   | 24 | 10 | 3  | 1  | 10 | 79:99  | −20   | 37   |
| 5. | Bergisch Gladbach Realstars (N) | 24 | 8  | 1  | 1  | 14 | 71:101 | −30   | 24   |
| 6. | Eisadler Dortmund               | 24 | 5  | 2  | 1  | 16 | 62:100 | −38   | 20   |
| 7. | Neusser EV                      | 24 | 5  | 2  | 0  | 17 | 50:102 | −52   | 19   |

Abkürzungen: Sp = Spiele, S3 = Siege, S2 = Siege nach Verlängerung oder Penaltyschießen, N1 = Niederlagen nach Verlängerung oder Penaltyschießen, N0 = Niederlagen, (N)=Aufsteiger
Qualifiziert für die Playoffs

### Playoffs
Alle Teams der Hauptrunde nehmen auch an den Playoffs teil. Das beste Team der Hauptrunde ist bereits für das Halbfinale gesetzt. Alle Runden werden im Modus best-of-five gespielt.
| 1. Runde | 1. Runde                 | 1. Runde |   |             | Halbfinale  | Halbfinale          | Halbfinale |  |  | Finale | Finale | Finale |
|          |                          |          |   |             |             |                     |            |  |  |        |        |        |
|          |                          |          |   |             | 1           | Ratinger Ice Aliens | 3          |  |  |        |        |        |
|          |                          |          |   |             | 4           | TuS Wiehl           | 0          |  |  |        |        |        |
| 4        | TuS Wiehl                | 3        |   |             |             |                     |            |  |  |        |        |        |
| 5        | Bergisch Gldb. Realstars | 0        |   |             |             |                     |            |  |  |        |        |        |
|          |                          |          |   |             | 1           | Ratinger Ice Aliens | 0          |  |  |        |        |        |
|          |                          |          |   | 2           | EHC Neuwied | 3                   |            |  |  |        |        |        |
| 2        | EHC Neuwied              | 3        |   |             |             |                     |            |  |  |        |        |        |
| 7        | Neusser EV               | 0        |   |             |             |                     |            |  |  |        |        |        |
|          |                          |          | 2 | EHC Neuwied | 3           |                     |            |  |  |        |        |        |
|          |                          |          |   |             | 3           | Luchse Lauterbach   | 0          |  |  |        |        |        |
| 3        | Luchse Lauterbach        | 3        |   |             |             |                     |            |  |  |        |        |        |
| 6        | Eisadler Dortmund        | 0        |   |             |             |                     |            |  |  |        |        |        |
|          |                          |          |   |             |             |                     |            |  |  |        |        |        |

#### 1. Runde
| Paarung                                 | Serie | Spiel 1   | Spiel 2 | Spiel 3 | Spiel 4 | Spiel 5 |
| --------------------------------------- | ----- | --------- | ------- | ------- | ------- | ------- |
| EHC Neuwied – Neusser EV                | 3-0   | 9:0       | 8:1     | 9:4     | -       | -       |
| Luchse Lauterbach – Eisadler Dortmund   | 3-0   | 4:3 n. V. | 3:1     | 7:2     | -       | -       |
| TuS Wiehl – Bergisch Gladbach Realstars | 3-0   | 5:1       | 6:3     | 7:1     | -       | -       |

#### Halbfinale
| Paarung                         | Serie | Spiel 1 | Spiel 2   | Spiel 3 | Spiel 4 | Spiel 5 |
| ------------------------------- | ----- | ------- | --------- | ------- | ------- | ------- |
| Ratinger Ice Aliens – TuS Wiehl | 3-0   | 6:1     | 3:2 n. V. | 5:2     | -       | -       |
| EHC Neuwied – Luchse Lauterbach | 3-0   | 4:2     | 9:2       | 8:1     | -       | -       |

#### Finale
| Paarung                           | Serie | Spiel 1 | Spiel 2 | Spiel 3 | Spiel 4 | Spiel 5 |
| --------------------------------- | ----- | ------- | ------- | ------- | ------- | ------- |
| Ratinger Ice Aliens – EHC Neuwied | 0-3   | 4:7     | 3:5     | 1:3     | -       | -       |

Zum ersten Mal können sich die „Bären“ des EHC Neuwied den Titel der Regionalliga West sichern. Ganze sieben Jahre am Stück verbrachten die neuen Meister in der Regionalliga West, bevor man sich nun endlich, sieben Jahre nach der Neugründung mit dem Titel krönen konnte.

## Regionalliga Süd/West
Die Regionalliga Süd-West umfasst das Gebiet des Bundeslandes Baden-Württemberg. Ausrichter ist der Eissport-Verband Baden-Württemberg. Traditionell nimmt auch der EHC Zweibrücken aus Rheinland-Pfalz an der Liga teil.

### Teilnehmer
Die Zweitvertretung des EHC Freiburg hatte seinen Rückzug schon in der Vorsaison angekündigt, nach der Saison meldet auch der EC Eppelheim seinen Rückzug an und startet nun nur noch in der Landesliga. Für die neue Saison meldete dann die Zweitvertretung des EV Ravensburg seine Mannschaft auch nicht mehr an.
- HEC Eisbären Heilbronn
- SC Bietigheim 1b
- ESC Hügelsheim 09
- Maddogs Mannheim
- 1. CfR Pforzheim
- Stuttgarter EC
- EHC Zweibrücken Hornets

### Modus und Termine
Die, auf sieben Teilnehmer verkürzte, Regionalliga Südwest spielte eine Hauptrunde (Eineinhalbfachrunde), vom 2. Oktober 2022 bis 5. Februar 2023 - die besten vier Mannschaften wurden für die Playoffs zugelassen. Der Meister spielt dann gegen den Sieger der Bayernliga um den Aufstieg in die Oberliga Süd.

### Hauptrunde
|    | Mannschaft                 | Sp | S3 | S2 | N1 | N0 | Tore   | Diff. | Pkte |
| -- | -------------------------- | -- | -- | -- | -- | -- | ------ | ----- | ---- |
| 1. | EHC Zweibrücken Hornets    | 18 | 14 | 1  | 0  | 3  | 109:52 | +57   | 44   |
| 2. | Stuttgarter EC             | 18 | 14 | 0  | 0  | 4  | 119:52 | +67   | 42   |
| 3. | ESC Hügelsheim             | 18 | 14 | 0  | 0  | 4  | 116:50 | +64   | 42   |
| 4. | EHC Eisbären Heilbronn (M) | 18 | 9  | 0  | 1  | 8  | 81:75  | +6    | 28   |
| 5. | 1. CfR Pforzheim           | 18 | 4  | 0  | 2  | 12 | 57:112 | −55   | 14   |
| 6. | Maddogs Mannheim           | 18 | 4  | 1  | 0  | 13 | 49:112 | −63   | 14   |
| 7. | SC Bietigheim-Bissingen 1b | 18 | 1  | 1  | 0  | 16 | 30:107 | −77   | 5    |

Abkürzungen: Sp = Spiele, S3 = Siege, S2 = Siege nach Verlängerung oder Penaltyschießen, N1 = Niederlagen nach Verlängerung oder Penaltyschießen, N0 = Niederlagen 
 Qualifiziert für die Playoffs

### Playoffs
Die vier besten Teams der Hauptrunde spielen ab 10. Februar 2023 in den Playoffs den Meister der Regionalliga Südwest aus. Alle Duelle werden im Modus best-of-five ausgespielt.
| Halbfinale | Halbfinale              | Halbfinale |  |  | Finale | Finale                  | Finale |
|            |                         |            |  |  |        |                         |        |
| 1          | EHC Zweibrücken Hornets | 3          |  |  |        |                         |        |
| 4          | EHC Eisbären Heilbronn  | 2          |  |  |        |                         |        |
|            |                         |            |  |  | 1      | EHC Zweibrücken Hornets | 3      |
|            |                         |            |  |  | 2      | Stuttgarter EC          | 2      |
| 2          | Stuttgarter EC          | 3          |  |  |        |                         |        |
| 3          | ESC Hügelsheim          | 1          |  |  |        |                         |        |
|            |                         |            |  |  |        |                         |        |

#### Halbfinale
| Paarung                                          | Serie | Spiel 1 | Spiel 2   | Spiel 3   | Spiel 4 | Spiel 5 |
| ------------------------------------------------ | ----- | ------- | --------- | --------- | ------- | ------- |
| EHC Zweibrücken Hornets – EHC Eisbären Heilbronn | 3-2   | 5:4     | 3:4 n. V. | 4:1       | 3:5     | 7:1     |
| Stuttgarter EC – ESC Hügelsheim                  | 3-1   | 2:1     | 7:3       | 2:3 n. V. | 5:3     | -       |

#### Finale
| Paarung                                  | Serie | Spiel 1 | Spiel 2 | Spiel 3 | Spiel 4   | Spiel 5 |
| ---------------------------------------- | ----- | ------- | ------- | ------- | --------- | ------- |
| EHC Zweibrücken Hornets – Stuttgarter EC | 3-2   | 3:2     | 2:7     | 9:4     | 5:6 n. V. | 4:2     |

Der EHC Zweibrücken ist Meister der Regionalliga Südwest. Knapp fünf Jahre nach dem bisher ersten und einzigen Meistererfolg krönen sich die Zweibrücker erneut zum Meister.

## Bayernliga
Die Eishockey-Bayernliga 2022/23 wurde vom Bayerischen Eissport-Verband ausgerichtet und war die 55. Austragung dieser Liga.

### Teilnehmer
Der EHC Klostersee ist in die Oberliga Süd aufgestiegen. Der EV Pegnitz stieg als Vize-Meister der Landesliga Bayern auf, da der Meister SC Reichersbeuren verzichtete.
- ERSC Amberg
- ESV Buchloe
- ESC Dorfen
- TSV Erding
- ESC Riverrats Geretsried
- ESC Kempten
- EHC Königsbrunn
- TEV Miesbach
- TSV Peißenberg
- EC Pfaffenhofen
- EA Schongau
- ERV Schweinfurt
- VfE Ulm/Neu-Ulm
- EHC Waldkraiburg
- EV Pegnitz (Aufsteiger)

### Modus und Termin
Alle Teilnehmer spielen in einer Einfachrunde, ab 1. Oktober 2022 beginnend mit der Partie des Vize-Meisters TEV Miesbach gegen den ESV Buchloe, die Plätze für die folgenden Runden aus. Nach der Hauptrunde spielen die besten acht Mannschaften eine Platzierungsrunde, die in zwei Staffeln ausgespielt wird. Danach werden Überkreuz die Playoffs gespielt. Der Sieger tritt in den Relegationsspielen gegen den Sieger der Regionalliga Südwest um den Aufstieg in die Oberliga Süd an. Die Mannschaften der Plätze neun bis fünfzehn nach der Hauptrunde, spielen in einer Abstiegsrunde die beiden Absteiger in die Landesliga Bayern aus.

### Hauptrunde
|     | Mannschaft               | Sp | S3 | S2 | N1 | N0 | Tore    | Diff. | Pkte |
| --- | ------------------------ | -- | -- | -- | -- | -- | ------- | ----- | ---- |
| 1.  | TEV Miesbach             | 28 | 19 | 3  | 1  | 5  | 135:77  | +58   | 64   |
| 2.  | ERSC Amberg              | 28 | 18 | 2  | 1  | 7  | 108:70  | +38   | 59   |
| 3.  | EA Schongau              | 28 | 15 | 5  | 1  | 7  | 119:80  | +39   | 56   |
| 4.  | EHC Königsbrunn          | 28 | 15 | 4  | 2  | 7  | 121:84  | +38   | 55   |
| 5.  | VfE Ulm/Neu-Ulm          | 28 | 15 | 1  | 5  | 7  | 113:88  | +25   | 52   |
| 6.  | TSV Peißenberg           | 28 | 15 | 2  | 1  | 10 | 147:95  | +52   | 50   |
| 7.  | TSV Erding               | 28 | 16 | 1  | 0  | 11 | 130:88  | +42   | 50   |
| 8.  | ESC Kempten              | 28 | 11 | 4  | 4  | 9  | 113:102 | +11   | 45   |
| 9.  | ESV Buchloe              | 28 | 13 | 0  | 2  | 13 | 106:106 | 0     | 41   |
| 10. | ESC Riverrats Geretsried | 28 | 11 | 3  | 1  | 13 | 105:107 | −2    | 40   |
| 11. | ERV Schweinfurt          | 28 | 10 | 2  | 3  | 13 | 119:126 | −7    | 37   |
| 12. | ESC Dorfen               | 28 | 7  | 2  | 6  | 13 | 86:121  | −35   | 31   |
| 13. | EHC Waldkraiburg         | 28 | 5  | 2  | 5  | 16 | 91:127  | −36   | 24   |
| 14. | EV Pegnitz (N)           | 28 | 3  | 4  | 2  | 19 | 80:164  | −84   | 19   |
| 15. | EC Pfaffenhofen          | 28 | 1  | 1  | 2  | 24 | 63:201  | −138  | 7    |

Abkürzungen: Sp = Spiele, S3 = Siege, S2 = Siege nach Verlängerung oder Penaltyschießen, N1 = Niederlagen nach Verlängerung oder Penaltyschießen, N0 = Niederlagen
 Teilnehmer Platzierungsrunde  Teilnehmer Abstiegsrunde

### Platzierungsrunde Gruppe A
Die Platzierungsrunde wird in einer Einfachrunde ausgespielt.
|    | Mannschaft      | Sp | S3 | S2 | N1 | N0 | Tore  | Diff. | Pkte |
| -- | --------------- | -- | -- | -- | -- | -- | ----- | ----- | ---- |
| 1. | EHC Königsbrunn | 6  | 5  | 0  | 0  | 1  | 29:19 | +10   | 15   |
| 2. | TSV Peißenberg  | 6  | 3  | 0  | 0  | 3  | 28:29 | −1    | 9    |
| 3. | TEV Miesbach    | 6  | 2  | 1  | 1  | 2  | 26:27 | −1    | 6    |
| 4. | ESC Kempten     | 6  | 0  | 1  | 1  | 4  | 19:27 | −8    | 3    |

Abkürzungen: Sp = Spiele, S3 = Siege, S2 = Siege nach Verlängerung oder Penaltyschießen, N1 = Niederlagen nach Verlängerung oder Penaltyschießen, N0 = Niederlagen
 Teilnehmer Playoffs

### Platzierungsrunde Gruppe B
Die Platzierungsrunde wird in einer Einfachrunde ausgespielt.
|    | Mannschaft      | Sp | S3 | S2 | N1 | N0 | Tore  | Diff. | Pkte |
| -- | --------------- | -- | -- | -- | -- | -- | ----- | ----- | ---- |
| 1. | TSV Erding      | 6  | 3  | 0  | 1  | 2  | 30:25 | +5    | 10   |
| 2. | ERSC Amberg     | 6  | 3  | 0  | 1  | 2  | 28:24 | +4    | 10   |
| 3. | EA Schongau     | 6  | 2  | 2  | 0  | 2  | 25:24 | +2    | 10   |
| 4. | VfE Ulm/Neu-Ulm | 6  | 1  | 1  | 1  | 3  | 20:30 | −10   | 6    |

Abkürzungen: Sp = Spiele, S3 = Siege, S2 = Siege nach Verlängerung oder Penaltyschießen, N1 = Niederlagen nach Verlängerung oder Penaltyschießen, N0 = Niederlagen
 Teilnehmer Playoffs

### Playoffs
Die Playoffs haben am 3. März 2023 begonnen. Das Viertelfinale wird im Modus best-of-3 ausgetragen, das folgende Halbfinale, sowie Finale, werden im Modus best-of-5 ausgespielt. Für die Setzliste des Viertelfinales galt der Endstand der Platzierungsrunde, ab dem Halbfinale wurde dann zur endgültigen Festlegung auch der Stand nach der Hauptrunde mit einbezogen. Der Sieger, tritt als bayerischer Eishockey-Meister in der Relegation um den Oberliga-Aufstieg, gegen den Meister der Regionalliga-Südwest an.
| Viertelfinale | Viertelfinale   | Viertelfinale |    |                 | Halbfinale     | Halbfinale | Halbfinale |  |  | Finale | Finale | Finale |
|               |                 |               |    |                 |                |            |            |  |  |        |        |        |
| 1A            | EHC Königsbrunn | 2             |    |                 |                |            |            |  |  |        |        |        |
| 4B            | VfE Ulm/Neu-Ulm | 1             |    |                 |                |            |            |  |  |        |        |        |
|               |                 |               | 1A | EHC Königsbrunn | 3              |            |            |  |  |        |        |        |
|               |                 |               |    | 2A              | TSV Peißenberg | 0          |            |  |  |        |        |        |
| 2A            | TSV Peißenberg  | 2             |    |                 |                |            |            |  |  |        |        |        |
| 3B            | EA Schongau     | 0             |    |                 |                |            |            |  |  |        |        |        |
|               |                 |               | 1A | EHC Königsbrunn | 3              |            |            |  |  |        |        |        |
|               |                 |               |    | 3A              | TEV Miesbach   | 0          |            |  |  |        |        |        |
| 1B            | TSV Erding      | 2             |    |                 |                |            |            |  |  |        |        |        |
| 4A            | ESC Kempten     | 1             |    |                 |                |            |            |  |  |        |        |        |
|               |                 |               | 1B | TSV Erding      | 2              |            |            |  |  |        |        |        |
|               |                 |               |    | 3A              | TEV Miesbach   | 3          |            |  |  |        |        |        |
| 2B            | ERSC Amberg     | 1             |    |                 |                |            |            |  |  |        |        |        |
| 3A            | TEV Miesbach    | 2             |    |                 |                |            |            |  |  |        |        |        |
|               |                 |               |    |                 |                |            |            |  |  |        |        |        |

#### Viertelfinale
| Paarung                           | Serie | Spiel 1   | Spiel 2   | Spiel 3 |
| --------------------------------- | ----- | --------- | --------- | ------- |
| EHC Königsbrunn – VfE Ulm/Neu-Ulm | 2-1   | 4:0       | 2:3       | 9:1     |
| ERSC Amberg – TEV Miesbach        | 1-2   | 3:2 n. P. | 0:5       | 2:4     |
| TSV Erding – ESC Kempten          | 2-1   | 9:3       | 5:6 n. V. | 9:3     |
| TSV Peißenberg – EA Schongau      | 2-0   | 2:1       | 7:4       | -       |

#### Halbfinale
| Paarung                          | Serie | Spiel 1 | Spiel 2   | Spiel 3 | Spiel 4 | Spiel 5 |
| -------------------------------- | ----- | ------- | --------- | ------- | ------- | ------- |
| EHC Königsbrunn – TSV Peißenberg | 3-0   | 5:1     | 7:2       | 7:1     | -       | -       |
| TSV Erding - TEV Miesbach        | 2-3   | 2:0     | 4:5 n. P. | 5:3     | 2:3     | 2:7     |

#### Finale
| Paarung                        | Serie | Spiel 1   | Spiel 2 | Spiel 3 | Spiel 4 | Spiel 5 |
| ------------------------------ | ----- | --------- | ------- | ------- | ------- | ------- |
| EHC Königsbrunn - TEV Miesbach | 3-0   | 5:4 n. V. | 4:2     | 7:3     | -       | -       |

### Abstiegsrunde
Die Abstiegsrunde wurde in einer Einfachrunde ausgespielt. Die beiden letztplatzierten Mannschaften stiegen in die fünftklassige Landesliga Bayern ab.
|    | Mannschaft               | Sp | S3 | S2 | N1 | N0 | Tore  | Diff. | Pkte |
| -- | ------------------------ | -- | -- | -- | -- | -- | ----- | ----- | ---- |
| 1. | ERV Schweinfurt          | 12 | 7  | 2  | 0  | 3  | 69:37 | +32   | 25   |
| 2. | ESV Buchloe              | 12 | 5  | 4  | 2  | 1  | 49:41 | +8    | 25   |
| 3. | ESC Dorfen               | 12 | 6  | 0  | 3  | 3  | 38:39 | +1    | 21   |
| 4. | EC Pfaffenhofen          | 12 | 4  | 2  | 3  | 3  | 51:52 | −1    | 19   |
| 5. | ESC Riverrats Geretsried | 12 | 4  | 2  | 2  | 4  | 39:40 | −1    | 18   |
| 6. | EHC Waldkraiburg         | 12 | 3  | 2  | 1  | 6  | 41:45 | −4    | 14   |
| 7. | EV Pegnitz               | 12 | 1  | 0  | 1  | 10 | 34:67 | −33   | 4    |

Abkürzungen: Sp = Spiele, S3 = Siege, S2 = Siege nach Verlängerung oder Penaltyschießen, N1 = Niederlagen nach Verlängerung oder Penaltyschießen, N0 = Niederlagen
 Absteiger in die Landesliga Bayern
Der EHC Waldkraiburg stieg nach elf Jahren wieder in die fünftklassige Landesliga Bayern ab, nachdem sie vor vier Jahren noch in der drittklassigen Oberliga Süd angetreten waren. Für den Aufsteiger aus Pegnitz folgt nach einer Saison der Abstieg in die Landesliga Bayern.

### Endplatzierung
Aktuelle Platzierungen nach der Auf- bzw. Abstiegsrunde und den Playoffs der Bayernliga-Meisterschaft 2022/23.
| Platz | Mannschaft        | Platz | Mannschaft                |
| ----- | ----------------- | ----- | ------------------------- |
| 1.    | EHC Königsbrunn   | 9.    | ERV Schweinfurt           |
| 2.    | TEV Miesbach      | 10.   | ESV Buchloe               |
| 3.    | TSV Erding        | 11.   | ESC Dorfen                |
| 4.    | TSV Peißenberg    | 12.   | EC Pfaffenhofen           |
| 5.    | ERSC Amberg       | 13.   | ESC River Rats Geretsried |
| 6.    | EA Schongau       | 14.   | EHC Waldkraiburg          |
| 7.    | VfE Ulm / Neu-Ulm | 15.   | EV Pegnitz                |
| 8.    | ESC Kempten       |       |                           |

Endstand: 28. März 2023  „Bayerischer Meister“  Aufsteiger entfällt  „Absteiger in die Bayerische Landesliga“.
 Quelle: bev-eissport Nach BEV Durchführungsbestimmungen 2022/23.

## Aufstiegsrunde zur Oberliga Nord
Die drei Meister der Regionalligen Nord, West und Ost spielen den Aufsteiger in die Oberliga Nord aus. Mit heutigem Stand: 25. März 2023, ist noch nicht bekannt ob die Meister - Nord: ECW Sande, Ost: Chemnitz Crashers, West: EHC Neuwied - diese Runde ausspielen und Ambitionen für einen Aufstieg in die Oberliga Nord anmelden.

## Relegation zum Aufstieg in die Oberliga Süd
In der Relegationsrunde hätte der Meister der Regionalliga Südwest gegen den Meister der Bayernliga um den Aufstieg in die drittklassige Oberliga Süd gespielt. Da jedoch beide Meister - der EHC Zweibrücken und der EHC Königsbrunn - auf ihr Aufstiegsrecht und somit die Teilnahme an der Relegation verzichteten, gab es in dieser Saison keinen sportlichen Aufsteiger in die Oberliga Süd.